# Ela leucophaea
Ela leucophaea är en fjärilsart som beskrevs av Walker 1862. Ela leucophaea ingår i släktet Ela och familjen tofsspinnare. Inga underarter finns listade i Catalogue of Life.